# 巴里納峰
巴里納峰，是西班牙的山峰，位於該國東北部加泰羅尼亞，屬於加泰羅尼亞前海岸山脈中普拉德斯山脈的一部分，最高點海拔高度1,013米。
41°16′39″N 1°04′03″E / 41.27750°N 1.06750°E